# Capitol Police Board
Das Capitol Police Board ist eine aus drei Mitgliedern bestehende Kommission des Bundes, die die Aufsicht über die United States Capitol Police beim Kapitol in Washington, D.C. führt. 
Dieses Kollegium besteht aus folgenden Amtsträgern: 
1. Architekt des Kapitols
2. Sergeant at Arms des Senats
3. Sergeant at Arms des Repräsentantenhauses

Ex officio gehört auch der Inspector General (IG) der United States Capitol Police dem Gremium an.
Die 3 erstgenannten Mitglieder des Capitol Police Board bilden von Amts wegen gleichzeitig das Capitol Guide Board, die die Aufsicht über den United States Capitol Guide Service ausübt. Die Position des Vorsitzenden des Gremiums wechselt regelmäßig, in geraden Jahren hat der Sergeant at Arms des Repräsentantenhauses den Vorsitz und in ungeraden Jahren der Sergeant at Arms des Senats. 